# Gabinete de Anwar Ibrahim
El Gabinete de Anwar Ibrahim (Jawi: كابينت أنوار إبراهيم) es el gabinete gubernamental número 23 de Malasia anunciado por el Primer Ministro Anwar Ibrahim el 2 de diciembre de 2022, Anwar fue designado por Yang di-Pertuan Agong, Al-Sultan Abdullah de Pahang como Primer Ministro de Malasia después de cinco días en el cargo está vacío. El cargo de Vice primer ministro lo ocupan dos personas que representan Frente Nasional (BN) y Alianza de Partidos de Sarawak (GPS), la mayor coalición de partidos después del Pacto de la Esperanza (PH). Este gabinete pasó a ser conocido como el "Gabinete de Unidad Nacional". Los viceministros no fueron anunciados al mismo tiempo que los ministros.

## Formación
Las elecciones federales de 2022 produjeron una nueva historia después de que ningún partido político obtuviera la mayoría de los escaños en el 15.º Parlamento de Malasia, lo que resultó en un parlamento colgado. Sin embargo, la mayoría de los escaños los ganó el Pacto de la Esperanza (PH) con 82 escaños y seguido por la Alianza Nacional (PN) con 73 escaños. Para lograr una mayoría simple, el Primer Ministro necesitaría presentar al menos 112 de los 222 escaños en el parlamento para formar gobierno. La Coalición PH y la Coalición PN afirman tener cada una un apoyo mayoritario para formar gobierno.
Para resolver este conflicto, Yang di-Pertuan Agong, Al-Sultan Abdullah convocó a los líderes de los partidos políticos de la Coalición PH y la Coalición PN, incluidos Anwar Ibrahim y Muhyiddin Yassin, para dar órdenes sobre la formación de un gobierno para que las dos coaliciones pudieran formar. un gobierno conjunto. Sin embargo, la Coalición PN ignoró la orden del Rey alegando que no quería cooperar con el Pacto de la Esperanza (PH).
El 23 de noviembre de 2022, el rey Abdullah ordenó que todos los miembros del parlamento del Frente Nacional (BN) pudieran comparecer ante él. La coalición BN, que previamente aceptó estar en el bloque opositor, finalmente consideró la sugerencia del Rey. Como resultado, decidieron apoyar la formación de un gobierno conjunto no dirigido por la Alianza Nacional (PN). No solo la Coalición BN, el Rey también ordenó a los representantes de la Alianza de Partidos de Sarawak (GPS), incluidos Fadillah Yusof, Richard Riot Jaem, Alexander Nanta Linggi y Aaron Ago Dagang, que comparecieran ante el Rey y solicitaran que la Coalición GPS se una a la junta. gobierno. El líder de la Coalición GPS, Abang Johari, anunció que acordaron formar un gobierno conjunto y que estaban dispuestos a unirse al gobierno.
Después de que el Rey convocara la Asamblea de los Reyes, el líder de Pakatan Harapan, Anwar Ibrahim, fue designado y designado por el Rey como el decimoprimer Ministro de Malasia el 24 de noviembre de 2022. Fue apoyado por sus compañeros de partido, acompañado por Barisan Nasional, la Asociación del Partido de Sarawak, la Asociación del Pueblo de Sabah, el Partido del Patrimonio y otros partidos que formaron un gobierno conjunto. Este es un nuevo comienzo después de que la Coalición PH se convirtió en un oponente político para Barisan Nasional, especialmente entre la Organización Nacional de Malayos Unidos (UMNO) y el Partido de Acción Democrática (DAP), que fueron rivales durante años, incluso cuando Tunku Abdul Rahman todavía estaba al frente de Malasia.

## Miembros
El puesto de vice primer ministro se ha ocupado nuevamente después de que Ismail Sabri Yaakob lo ocupara por última vez a mediados de 2021. El Vice primer ministro lo ostentan dos personas con representantes de la Malasia Peninsular y Borneo, mientras que anteriormente solo lo ostentaba una persona. Durante la crisis política, en los dos gabinetes anteriores los deberes y funciones del Vice primer ministro fueron reemplazados por Ministros Principales. Además, hubo cambios en los nombres de los ministerios, como el Ministerio de Agricultura e Industria Alimentaria cambió su nombre a Ministerio de Agricultura y Seguridad Alimentaria, el Ministerio de Comunicación y Multimedia a Ministerio de Comunicación Digital, el Ministerio de Asuntos Internos, Comercio y Consumo al Ministerio de Comercio Interior y Costo de la Vida, y al Ministerio de Vivienda del Pueblo y Gobierno Regional se cambió al Ministerio de Desarrollo del Gobierno Regional. Se informó que el Ministerio de Turismo, Arte y Cultura también se había cambiado al eliminar los campos "Artes" y "Cultura" en el nombre del ministerio, pero el ministro confirmó que no ha habido cambios en el nombre del ministerio.
No solo el cambio de nombre, Anwar también anunció la fusión de ministerios, como el Ministerio de Territorios Federales, que se cambió para convertirse en una agencia dentro de la Secretaría del Primer Ministro, así como la fusión entre el Ministerio de Energía y Recursos Naturales y el Ministerio de Medio Ambiente y Agua para convertirse en el Ministerio de Energía, Medio Ambiente y Cambio Climático. Hay un ministerio que se recuperó después de formar parte de la Secretaría del Primer Ministro, a saber, el Ministerio de Economía.

## Gabinete Ministerial

### Primer Ministro de la Federación de Malasia
| Fotografía | Primer Ministro | Período                 | Período     | Partido | Partido | Ref    |
| Fotografía | Primer Ministro | Inicio                  | Fin         | Partido | Partido | Ref    |
| ---------- | --------------- | ----------------------- | ----------- | ------- | ------- | ------ |
|            | Anwar Ibrahim   | 24 de noviembre de 2022 | En el cargo |         |         | [ 18 ] |

### Vice primeros ministros de la Federación de Malasia
| Fotografía | Viceprimeros Ministros | Período                | Período     | Partido | Partido | Ref    |
| Fotografía | Viceprimeros Ministros | Inicio                 | Fin         | Partido | Partido | Ref    |
| ---------- | ---------------------- | ---------------------- | ----------- | ------- | ------- | ------ |
|            | Ahmad Zahid Hamidi     | 3 de diciembre de 2022 | En el cargo |         |         | [ 18 ] |
|            | Fadillah Yusof         | 3 de diciembre de 2022 | En el cargo |         | PBB     |        |

### Ministerios
| Ministerio                                       | Fotografía | Titular                     | Período                 | Período                 | Partido | Partido |
| Ministerio                                       | Fotografía | Titular                     | Inicio                  | Fin                     | Partido | Partido |
| ------------------------------------------------ | ---------- | --------------------------- | ----------------------- | ----------------------- | ------- | ------- |
| Agricultura y Seguridad Alimentaria              |            | Mohamad Sabu                | 3 de diciembre de 2022  | En el cargo             |         |         |
| Asuntos y Funciones Especiales de Sabah, Sarawak |            | Armizan Mohd Ali            | 3 de diciembre de 2022  | En el cargo             |         |         |
| Asuntos Religiosos                               |            | Mohd Na'im Mokhtar          | 3 de diciembre de 2022  | En el cargo             |         | Ind     |
| Ciencia, Tecnología e Innovación                 |            | Chang Lih Kang              | 3 de diciembre de 2022  | En el cargo             |         |         |
| Comercio Interior y Costo de la Vida             |            | Salahuddin Ayub             | 3 de diciembre de 2022  | 23 de julio de 2023     |         |         |
| Comercio Interior y Costo de la Vida             |            | Armizan Mohd Ali            | 30 de julio de 2023     | En el cargo             |         |         |
| Comunicaciones                                   |            | Fahmi Fadzil                | 3 de diciembre de 2022  | En el cargo             |         |         |
| Defensa                                          |            | Mohamad Hasan               | 3 de diciembre de 2022  | 12 de diciembre de 2023 |         |         |
| Defensa                                          |            | Mohamed Khaled Nordin       | 12 de diciembre de 2023 | En el cargo             |         |         |
| Desarrollo Empresarial y Cooperativas            |            | Ewon Benedick               | 3 de diciembre de 2022  | En el cargo             |         |         |
| Desarrollo Rural y Regional                      |            | Ahmad Zahid Hamidi          | 3 de diciembre de 2022  | En el cargo             |         |         |
| Economía                                         |            | Rafizi Ramli                | 3 de diciembre de 2022  | 17 de junio de 2025     |         |         |
| Economía                                         |            | Amir Hamzah Azizan          | 17 de junio de 2025     | En el cargo             |         | Ind     |
| Educación                                        |            | Fadhlina Sidek              | 3 de diciembre de 2022  | En el cargo             |         |         |
| Educación Superior                               |            | Mohamed Khaled Nordin       | 3 de diciembre de 2022  | 12 de diciembre de 2023 |         |         |
| Educación Superior                               |            | Zambry Abdul Kadir          | 12 de diciembre de 2023 | En el cargo             |         |         |
| Finanzas I                                       |            | Anwar Ibrahim               | 3 de diciembre de 2022  | En el cargo             |         |         |
| Finanzas II                                      |            | Amir Hamzah Azizan          | 12 de diciembre de 2023 | En el cargo             |         | Ind     |
| Interior                                         |            | Saifuddin Nasution Ismail   | 3 de diciembre de 2022  | En el cargo             |         |         |
| Inversión, Comercio e Industria                  |            | Tengku Zafrul Aziz          | 3 de diciembre de 2022  | En el cargo             |         |         |
| Juventud y Deportes                              |            | Hannah Yeoh                 | 3 de diciembre de 2022  | En el cargo             |         |         |
| Ley y Reforma Institucional                      |            | Azalina Othman Said         | 3 de diciembre de 2022  | En el cargo             |         |         |
| Mujer, la Familia y el Desarrollo Comunitario    |            | Nancy Shukri                | 3 de diciembre de 2022  | En el cargo             |         | PBB     |
| Obras Públicas                                   |            | Alexander Nanta Linggi      | 3 de diciembre de 2022  | En el cargo             |         | PBB     |
| Plantación y Productos Básicos                   |            | Fadillah Yusof              | 3 de diciembre de 2022  | 12 de diciembre de 2023 |         | PBB     |
| Plantación y Productos Básicos                   |            | Johari Abdul Ghani          | 12 de diciembre de 2023 | En el cargo             |         |         |
| Recursos Humanos                                 |            | Sivakumar Varatharaju Naidu | 3 de diciembre de 2022  | 12 de diciembre de 2023 |         |         |
| Recursos Humanos                                 |            | Steven Sim Chee Keong       | 12 de diciembre de 2023 | En el cargo             |         |         |
| Recursos Naturales y Sostenibilidad Ambiental    |            | Nik Nazmi                   | 3 de diciembre de 2022  | 11 de julio de 2025     |         |         |
| Recursos Naturales y Sostenibilidad Ambiental    |            | Johari Abdul Ghani          | 11 de julio de 2025     | En el cargo             |         |         |
| Relaciones Exteriores                            |            | Zambry Abdul Kadir          | 3 de diciembre de 2022  | 12 de diciembre de 2023 |         |         |
| Relaciones Exteriores                            |            | Mohamad Hasan               | 12 de diciembre de 2023 | En el cargo             |         |         |
| Salud                                            |            | Zaliha Mustafa              | 3 de diciembre de 2022  | 12 de diciembre de 2023 |         |         |
| Salud                                            |            | Dzulkefly Ahmad             | 12 de diciembre de 2023 | En el cargo             |         |         |
| Transporte                                       |            | Anthony Loke                | 3 de diciembre de 2022  | En el cargo             |         |         |
| Transición Energética y Transformación del Agua  |            | Fadillah Yusof              | 12 de diciembre de 2023 | En el cargo             |         | PBB     |
| Turismo, Artes y Cultura                         |            | Tiong King Sing             | 3 de diciembre de 2022  | En el cargo             |         | PDP     |
| Unidad Nacional                                  |            | Aaron Ago Dagang            | 3 de diciembre de 2022  | En el cargo             |         | PRS     |
| Vivienda y Gobierno Local                        |            | Nga Kor Ming                | 3 de diciembre de 2022  | En el cargo             |         |         |